# Frances Elizabeth Moran
Frances Elizabeth („Fran“) Moran (* 6. Dezember 1889 in Dublin; † 7. Oktober 1977, Dublin) war eine irische Rechtsanwältin und die erste Professorin für Rechtswissenschaft in Irland und auf den Britischen Inseln sowie der erste weibliche Kronanwalt. Bis 2022 war Moran auch die einzige Frau, die je einen Regius Chair of Law besetzte. 2022 wurde Helen Scott auf den Regius Chair of Civil Law an der University of Cambridge berufen.

## Leben
Morans Vater war James Moran, langjähriges Mitglied der Stadtregierung Dublins (Dublin Corporation) und eine prominente Figur im Wirtschaftsleben Dublins mit führenden Stellungen in verschiedenen, wichtigen Institutionen. 1922 wurde er ein Gründungsmitglied des Senats und behielt seinen Sitz, bis diese Körperschaft 1936 aufgelöst wurde. Ihre Mutter war Elizabeth Moran née Faulkner. Frances war das fünfte von sieben Geschwistern und besuchte das Dominican College in Newbridge. Sie schrieb sich 1911 am Trinity College Dublin (TCD) ein. 1915 schloss Moran als zweitbeste ihres Jahrgangs in Englisch und Französisch ab. 1918 wurde ihr der LL.B. verliehen, und 1919 LL.D., wobei sie diese Abschlüsse, wie damals möglich, durch mündliche Prüfungen erlangte.
1924 erhielt Moran ihre Zulassung in Irland als Anwältin vor Gericht, drei Jahre, nachdem Frances Kyle als erste Frau Irlands am 1. November 1921 ihre Zulassung erhalten hatte. Ihr familiärer Hintergrund enthob sie der Last, Jura vor Gericht zu praktizieren. Sie wand sich überwiegend der Lehre zu und erlangte 1925 ihr erstes Lehramt an ihrer Alma Mater, den Lehrstuhl des Reid Professor of Penal Legislation, Constitutional and Criminal Law and the Law of Evidence. Nach ihrer Vereinbarung durfte sie diesen Lehrstuhl nur fünf Jahre halten und so wurde sie 1930 zum Lecturer und 1934 zum Professor am TCD habilitiert. 1932 wurde sie Professor of Equity in der Anwaltsinnung King’s Inns. Damit war sie die erste Frau auf den britischen Inseln, die einen Lehrstuhl für Rechtswissenschaften besetzte.:88 1940 wurde Moran auch an englischen Gerichten zugelassen. 1941 war sie die erste Frau der britischen Inseln, die zum  King’s Counsel („Kronanwalt“) ernannt wurde. 1944 wurde sie zum Regius Chair of Laws berufen, ein Amt, das sie bis 1963 hielt. Es war ihre Führung dieser beiden Ämter, die ihr die Verehrung und den Respekt nicht nur ihrer Studenten, sondern auch der übrigen Absolventen des TCD einbrachten. Sie war Präsidentin der International Federation of University Women. Neben der akademischen Karriere war sie in der Lage eine prosperierende Praxis zu betreiben.
1945 war Professor Moran Zeugin der Nürnberger Prozesse. Zu ihren Eindrücken befragt, soll ihre Antwort nach Robert Francis Vere Heuston gewesen sein:„Sie sahen so normal aus, wie Männer, die die Nacht in der dritten Klasse eines Eisenbahnzugs verbracht hatten.“

## Ehrungen
Moran war Vorsitzende der Dublin University Women Graduates Association (1950–52), der Irish Federation of University Women (1949–51) und der International Federation of University Women (1950–53). 1963 wurde Moran zum Ehren-Fellow des TCD gewählt und 1969 zum Ehrenmitglied des King’s Inns. Sie war die erste Frau im Senat des TCD.
1957 wurde Moran ein Ehrendoktor (LL.D.) der Queen’s University Belfast verliehen.

## Bibliografie
Frances Moran lehrte in den kleinen juristischen Schulen ihrer Zeit immer nur in Teilzeit. Dabei konzentrierte sie sich vollständig auf die Praxis ohne den Anspruch an sich selbst, einen Fachbereich zu erforschen. Daher veröffentlichte sie kein einziges Buch und scheint nur einen einzigen Artikel in einer Fachzeitschrift veröffentlicht zu haben:
- 1960: The migration of the common law: the Republic of Ireland’, Law Quarterly Review, 69–73.